# Noodles (músico)
Kevin John Wasserman (Los Ángeles, California; 4 de febrero de 1963), popularmente conocido como Noodles, es el guitarrista principal de The Offspring. Usa una guitarra Ibanez NDM2.

## Biografía
Noodles (en español: fideos) se incorporó en 1985 a Manic Subsidal, un grupo que había sido formado un año antes por Dexter Holland y Greg Kriesel. Por aquel entonces, Noodles era el conserje del instituto donde Holland y Kriesel estudiaban. Una de las razones del ingreso en la banda de Noodles era que en ese momento él era mayor de edad y, por lo tanto, podía comprar alcohol. Un año después, en 1986, la banda es renombrada a The Offspring.

## Vida personal
Noodles mantuvo una relación sentimental con la hermanastra de Ron Welty, el exbaterista de The Offspring, donde tocaban juntos. Precisamente, Noodles habla sobre la marcha de Welty y asegura que, "tras estar más de quince años junto a nosotros, como te puedes imaginar ha sido un golpe muy duro de encajar, pero no podemos más que respetar su decisión y seguir adelante. Escoger a Josh Freese para grabar las partes de batería fue una decisión muy sencilla, ya que le conocemos de hace muchos años, de nuestras primeras giras junto a The Vandals, y todo el mundo sabe lo gran batería que es. En cuanto a Atom Willard, hemos tenido la suerte de encontranos con otro batería estupendo. Ahora mismo se está adaptando a la banda, aunque la verdad es que no nos hemos planteado si va a ser o no miembro oficial de The Offspring, sólo nos vamos a limitar a esperar que las cosas sucedan”.
Tuvo una hija en el año 1989 llamada Chelsea Nicole Wasserman con su esposa, Jackie.
En el año 2003 tuvo a Jackson Wasserman, también junto con Jackie.
Sus principales hobbies son surfear, el skateboard y tocar la guitarra.

## Equipo musical
Noodles en general usa guitarras Ibanez, la firma tiene dos modelos, uno con una cinta adhesiva en su acabado (tipo NDM1) y otro con el logo de The Offspring con gafas (tipo NDM2), y prefiere las pastillas DiMarzio Tone Zone. 
En los primeros días de The Offspring, Noodles utilizaba una amplia gama de guitarras, Fender Telecasters, Ibanez Talman y Gibson Les Pauls. También posee otros modelos de guitarras Paul Reed Smith, así como guitarras, Fender Stratocaster y otros modelos, Jackson y Gibson. En una entrevista incluida en el DVD The Offspring's Greatest Hits , Noodles alegó que regaló su Stratocaster a uno de los actores que aparecía en el videoclip "Self-Esteem" (de su álbumSmash de 1994). 
Noodles utiliza cabezales Mesa-Boogie MKIV, con pantallas de 4x12".